# إد سوليفان شو
إد سوليفان شو (The Ed Sullivan Show)، هو برنامج منوعات تلفزيوني أمريكي، أذيع في شبكة سي بي إس في الفترة من 20 يونيو 1948 إلى 6 يونيو 1971. وكان مقدم البرنامج هو إد سوليفان. وعندما توقف حل محله فقرة (فيلم ليلة الأحد) في سي بي إس في سبتمبر 1971.
في عام 2002 حل في المرتبة الخامسة عشر ضمن أعظم خمسين برنامج تلفزيوني في التاريخ التلفزيوني الأمريكي، وفق مجلة تي في غايد TV Guide.
وفي عام 2013 حل في المرتبة الواحد والثلاثين ضمن أعظم ستين برنامج تلفزيوني في التاريخ التلفزيوني الأمريكي وفق مجلة تي في غايد TV Guide.

## روابط خارجية
- إد سوليفان شو على موقع IMDb (الإنجليزية)
- إد سوليفان شو على موقع ميتاكريتيك (الإنجليزية)
- إد سوليفان شو على موقع الموسوعة البريطانية (الإنجليزية)
- إد سوليفان شو على موقع روتن توميتوز (الإنجليزية)
- إد سوليفان شو على موقع أول موفي (الإنجليزية)
- إد سوليفان شو على موقع كينوبويسك (الروسية)
- إد سوليفان شو على موقع قاعدة بيانات الفيلم (الإنجليزية)